# 로봇 찌빠
《로봇 찌빠》는 만화가 신문수가 연재한 어린이 만화이다. 1979년 소년중앙에 연재되었으며 2009년 고구미 프로덕션(현 엠케이이엔티(MKENT))에서 애니메이션으로 만들어 KBS 2TV에서 2010년 1월 12일부터 7월 13일까지 방송되었다. 2011년 9월 28일부터 11월 16일까지 평일 시간으로도 방영되었다.

## 방송 일시
| 방송 채널 | 방영일                     | 방영 시간 |
| --------- | -------------------------- | --------- |
| KBS 2TV   | 2010년 1월 12일 ~ 7월 13일 | 종료      |

## 줄거리
미국에서 만들어졌다가 지능에 문제가 있는 하자품으로 전락될 위기에 처하여 대한민국으로 날아오게 되었고 한국인 소년 팔팔이에 의해 구조되어서 팔팔이네 식객이 된 로봇 찌빠의 이야기.

## 등장인물
- 찌빠(성우: 전태열)

미국에서 만들어진 인공지능 로봇. 인공지능을 갖춰서 사람처럼 직립보행을 하면서 말을 할 수도 있으나 제작상 하자가 생기는 바람에 다소 둔하고 멍청한 성격을 가진 편으로 팔팔이와도 늘 다투면서도 애증관계를 맺고있다. 항상 둔한 성격 때문에 팔팔이에게 매를 맞는 편으로 한때는 팔팔이 부자를 북한까지 보내는 큰 실수도 범한다.
- 팔팔이(성우: 서지연)

대한민국에 사는 소년으로 미국에서 건너온 로봇 찌빠를 구조하면서 그를 식객으로 맞아들인다. 둔하고 멍청한 찌빠 때문에 속앓이도 앓아서 때로는 찌빠를 때리기도 하고 찌빠의 실수로 북한까지 날아갔을 때는 졸지에 월북자가 되었다며 원망하기도 한다.
- 팔팔이 아버지(성우: 엄상현)

팔팔이를 키우는 아버지이자 직장인. 평범한 성격으로 신문을 통해서 찌빠의 존재를 알게 되고 결국 식객으로 맞아들인다.
- 탱구(성우: 배정미)

팔팔이의 친구로 늘 모자를 쓰고 다닌다. 팔팔이와는 견원지간.
- 촉새(성우: 박지윤)

팔팔이의 친구로 팔팔이와는 친한 사이이며 견원지간인 팔팔이와 탱구 앞에서는 중립을 유지한다.
- 고 선생(성우: 엄상현)

팔팔이네 반의 담임 선생님이다.
- 유라(성우: 박지윤)

팔팔이의 벗(친구)이다.
- 할머니: 찌빠 일행이 늦은 밤에 만났던 노파. 사실은 북한에 사는 노파로 찌빠의 대실수로 찌빠 일행이 졸지에 월북을 하면서 만나게 되었다.
- 북한군 병사: 할머니 집에 찾아와서 반동을 색출하고 있는 병사. 할머니를 괴롭히는 악랄한 역할을 하자 찌빠에게 혼이 나게된다.
- 단역 성우: 홍범기, 이인성, 이광수 등